# Международный день борьбы за права инвалидов

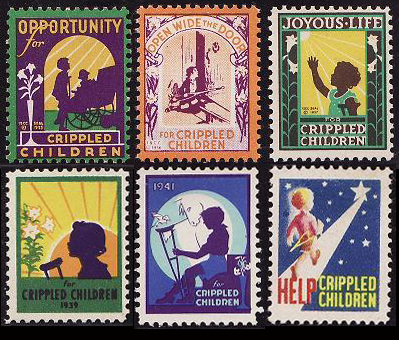

Международный день борьбы за права инвалидов — международный день, отмечаемый ежегодно 5 мая.

## История
Этот день, наряду с Международным днём инвалидов, отмечаемым 3 декабря, призван обратить внимание людей на проблемы, связанные с защитой прав людей с ограниченными возможностями, ведь очевидно, что их право на трудоустройство, доступную инфраструктуру, доступное образование очень часто не соблюдается даже в экономически развитых странах, не говоря уже о странах развивающихся.
Своё начало история «международного дня борьбы за права инвалидов» берёт 5 мая 1992 года. В тот день люди с ограниченными возможностями из семнадцати стран одновременно провели первый общеевропейский день борьбы за равные права и против ущемления прав инвалидов. С того времени подобные мероприятия проводятся каждое пятое мая регулярно, в том числе и в Российской Федерации.